# VfL Nord Berlin
VfL Nord Berlin was een Duitse voetbalclub uit de hoofdstad Berlijn, die bestond van 1896 tot 1973. De club speelde in het Sportplatz Kühnemannstraße, waar later SV Nord Wedding 1893 ging spelen.

## Geschiedenis
De club werd in 1896 opgericht als Berliner FC Favorit von 1896 en was in 1900 een van de stichtende clubs van de Duitse voetbalbond. In 1904 nam de club de naam Berliner SC Favorit aan. Tussen 1911 en 1918 speelde de club drie seizoenen in de Oberliga Berlin, de toenmalige hoogste klasse. Daarna speelde de club voornamelijk in lagere reeksen. Nadat het verbod op arbeidersclubs werd ingevoerd in 1933 fusioneerde de club met Pankower SC 08 Adler.
Na de Tweede Wereldoorlog werd de club heropgericht als SG Nordbahn. De club nam deel aan de Berliner Stadtliga, de hoogste klasse die bestond uit vier reeksen. Na één seizoen bleven enkel de beste teams over in één reeks en daar kwalificeerde de club zich niet voor. De club promoveerde nog twee keer naar de Oberliga, maar werd daar telkens laatste. In 1951 nam de club aan het eerste Duitse Amateurkampioenschap deel en werd in de eerste ronde door latere laureaat Bremen 1860 verslagen.
In 1968 slaagde de club erin te promoveren naar de Regionalliga, sinds 1963 de tweede klasse in West-Duitsland. Ook nu degradeerde de club meteen weer. VfL keerde meteen weer terug, maar werd weer laatste. Na degradatie uit de Amateurliga in 1973 fusioneerde de club met Berliner FC Nordstern tot SV Nord-Nordstern Berlin. Ook deze club behaalde geen sportieve successen en in 2001 fusioneerde de club met SC Rapide Wedding tot SV Nord Wedding 1893.